# 裴如海
裴如海，《水浒传》中的人物。原裴家絨線舖小官人，出家於報恩寺，法號海公，其愛慕潘巧雲二年，藉潘巧雲欲還先母血盆願時，假看佛牙之名，私通得手，後更與之約香桌暗號，並教胡道五更高聲頌佛，以便起身。石秀知後，殺胡道，扮之，賺其出，亦殺之，並剝下衣服作證，
潘巧雲隨後亦被殺。

## 影视形象
- 1998年央视版《水浒传》：劉小溪
- 2009電影《楊雄與石秀》：譚俏
- 2011年版《水浒传》：王楠